# Gerhard Mertins
Gerhard Georg Mertins (Berlín, 30 de diciembre de 1919 - Florida, 19 de marzo de 1993) fue un oficial,  traficante de armas en la posguerra, y operativo de inteligencia alemán. Miembro de las Waffen-SS, después de la Segunda Guerra Mundial se convirtió uno de los exportadores de armas más conocidos de la República Federal de Alemania, así como en estrecho colaborador del líder sectario Paul Schäfer.

## Biografía

### Segunda Guerra Mundial
Mertins creció en Berlín. Durante la Segunda Guerra Mundial sirvió bajo Otto Skorzeny y fue uno de los tres oficiales del Comando de las SS que liberó a Benito Mussolini el 12 de septiembre de 1943 de su prisión en el Gran Sasso, Italia.
Entre 1940 y 1943 Mertins fue herido cinco veces y recibió varias condecoraciones por sus misiones. Para su misión en Creta (Agyia) y el “gran éxito de Defensa” en la Sección Central del Frente Oriental entre el 1 de octubre de 1942 al 15 de febrero de 1943, donde fue comandante del cuarto Batallón de Paracaidistas recibió la Cruz Alemana en oro. Recibió la Cruz de Caballero de la Cruz de Hierro el 6 de diciembre de 1944 como líder del Batallón de Paracaidistas Pioneros (FschPiBtl 5). Con partes de este Batallón fue rodeado 1944 en la Bolsa de Falaise, pero pudo escapar.

### Posguerrra
Junto con Skorzeny Mertins fundó el 1963 en Vevey, Suiza, la Merex AG, una empresa alemana de exportación que durante años exportó armas al extranjero.
Dedicado al tráfico de armas, según Klaus Schnellenkamp Mertins tuvo su centro de operaciones en México, país que tuvo que abandonar por sus vínculos con el asesinato del importante periodista Manuel Buendía. Durante largo tiempo Mertins fue un asociado de Paul Schäfer, el fundador de la llamada Colonia Dignidad, que en Chile colaboró estrechamente con la dictadura de Augusto Pinochet (1973-1990).[cita requerida]